# أندرو كوب
أندرو كوب (بالإنجليزية: Andrew Copp)‏ هو لاعب هوكي جليد أمريكي، ولد في 8 يوليو 1994 في آن آربر في الولايات المتحدة.

## وصلات خارجية
- أندرو كوب على موقع دوري الهوكي الوطني (الإنجليزية)
- أندرو كوب على موقع EliteProspects.com (الإنجليزية)
- أندرو كوب على موقع Eurohockey.com (الإنجليزية)
- أندرو كوب على موقع HockeyDB.com (الإنجليزية)
- أندرو كوب على موقع Hockey-Reference.com (الإنجليزية)